# Dariusz Kłoda
Dariusz Kłoda (ur. 2 marca 1972 w Zebrzydowicach) – polski piłkarz, grający na pozycji bramkarza. Znany z występów w Odrze Wodzisław Śląski.